# ویرایشگر کد منبع

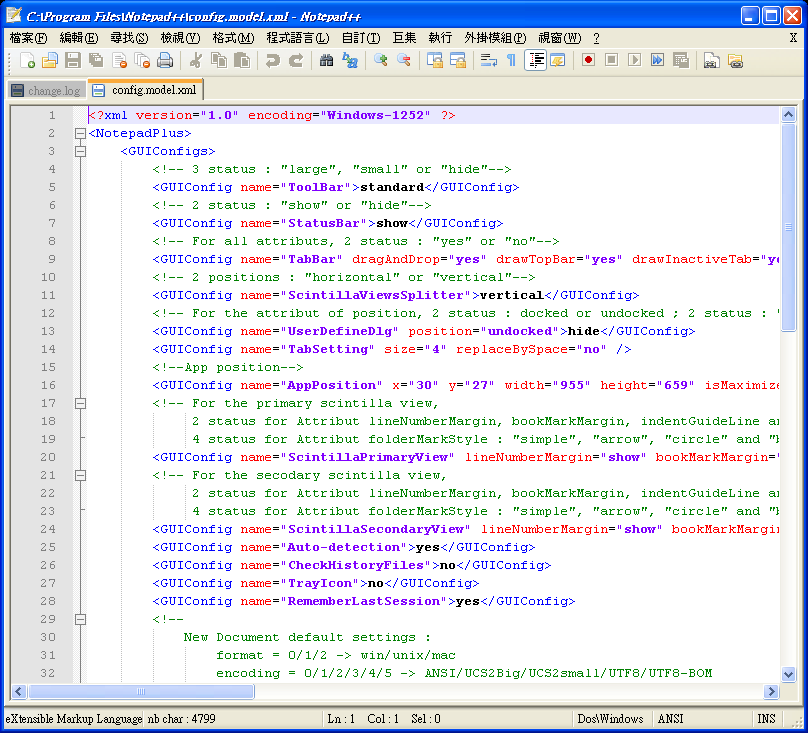
ویرایشگر کد منبع

ویرایشگر کد منبع (به انگلیسی: Source code editor) یک نوع ویرایشگر متن است که ویژهٔ ویرایش کد منبعِ برنامه‌های رایانه‌ای طراحی شده‌است. ویرایشگرهای کد منبع ممکن است به‌صورت یک برنامهٔ مستقل ارائه شوند یا به‌صورت درونی در محیط‌های یکپارچهٔ توسعهٔ نرم‌افزار باشند.